# Georgetown (Ohio)
Georgetown és una població dels Estats Units a l'estat d'Ohio. Segons el cens del 2000 tenia 3.691 habitants.

## Demografia
Segons el cens del 2000, Georgetown tenia 3.691 habitants, 1.565 habitatges, i 996 famílies. La densitat de població era de 385,2 habitants/km².
Dels 1.565 habitatges en un 33,4% hi vivien nens de menys de 18 anys, en un 43,1% hi vivien parelles casades, en un 15,5% dones solteres, i en un 36,3% no eren unitats familiars. En el 32,7% dels habitatges hi vivien persones soles el 15,4% de les quals corresponia a persones de 65 anys o més que vivien soles. El nombre mitjà de persones vivint en cada habitatge era de 2,3 i el nombre mitjà de persones que vivien en cada família era de 2,89.
Per edats la població es repartia de la següent manera: un 25,3% tenia menys de 18 anys, un 9,4% entre 18 i 24, un 27,7% entre 25 i 44, un 21,7% de 45 a 60 i un 15,8% 65 anys o més.
L'edat mediana era de 36 anys. Per cada 100 dones de 18 o més anys hi havia 80,1 homes.
La renda mediana per habitatge era de 29.807 $ i la renda mediana per família de 37.371 $. Els homes tenien una renda mediana de 31.897 $ mentre que les dones 19.634 $. La renda per capita de la població era de 18.112 $. Aproximadament l'11,7% de les famílies i el 14,5% de la població estaven per davall del llindar de pobresa.

## Poblacions més properes
El següent diagrama mostra les poblacions més properes.